# Paola Bolognesi
Paola Bolognesi (Genova, 9 luglio 1952) è un'ex velocista italiana, quattro volte campionessa italiana di categoria (una come allieva e tre come juniores).

## Biografia
Nel 1967 inizia a gareggiare da allieva con i colori della Associazione Amatori Atletica (AAA) storica e blasonata formazione ligure ora scomparsa ed è subito tra le primissime in Italia sugli 80 e 150 (rispettivamente 10"4 e 19"7).
Nel 1968 con la maglia amaranto consegue le migliori prestazioni italiane allieve sugli 80 m con 10"1 e sui 150 m con 18"7. Vince il titolo italiano allieve sui 150 con il tempo di 18"8 e va a vincere anche il titolo juniores nei 200 m con il tempo di 26" ed è schierata in maglia azzurra a Fiume contro la Jugoslavia (complessivamente saranno 3 maglie azzurre giovanili).
Nel 1969 buca la barriera dei 12"0 e si merita la prima convocazione per la nazionale assoluta (in tutto saranno 28 maglie azzurre). Nello stesso anno con Contini, Casali e Bonsangue stabilisce, in occasione dell'incontro Italia Jugoslavia per formazioni juniores, il record Italiano juniores della 4 x 100 in 47"8.
Nel 1970 cambia società e inizia a gareggiare per il Cus Genova e vince il titolo italiano juniores sui 100 m con il tempo di 12".
Nel 1971 vince il titolo italiano juniores sui 100 m con il tempo di 12"1 e partecipa sia agli Europei di Helsinki sia ai Giochi del Mediterraneo di Smirne come riserva senza mai scendere in pista.
Nel 1977 con Elena Lajolo, Giuseppina Cirulli e Erica Rossi eguaglia il record italiano della staffetta 4 x 400 con il tempo di 3'38"36.
Nel 1978 partecipa agli Europei di Praga con la staffetta 4 x 100 che ottiene in batteria il tempo di 44"95.
Nel 1979 partecipa alle Universiadi di Città del Messico e con Patrizia Lombardo, Marisa Masullo e Laura Miano migliora per due volte il primato italiano della staffetta 4 x 100 portandolo da 44"56 a 44"32.
Partecipa inoltre a quattro edizioni delle Universiadi (dal 1973 al 1979) e a tre edizioni (1975, 1977 e 1979) della Coppa Europa. Dal 1969 al 1981 si è qualificata per 13 volte per le finali dei Campionati Italiani Assoluti (100, 200, 400) salendo per 6 volte sul podio (5 volte per i 100 m: 1970, 1973, 1977, 1978, 1979; 1 volta per i 400 m: 1975).
Nel 1979 dopo una stagione molto intensa smette di gareggiare. Un tentativo di ripresa nel 1981 non del tutto negativa ed il ritiro definitivo nel 1982.
Diplomata Isef, è tecnico specialista FIDAL della velocità nonché tecnico formatore per allenatori della Federazione di Atletica Leggera. Per una legislatura è stata assessore alle politiche sociali del Comune di Cordovado.

## Record nazionali

### Seniores
- Staffetta 4 x 100: 44"37 ( Città del Messico, 12 settembre 1979) con Patrizia Lombardo, Marisa Masullo e Laura Miano
- Staffetta 4 x 100: 44"32 ( Città del Messico, 13 settembre 1979) con Patrizia Lombardo, Marisa Masullo e Laura Miano
- Staffetta 4 x 400: 3'38"36 ( Jesolo, 10 agosto 1977) con Elena Lajolo, Giuseppina Cirulli e Erica Rossi (primato eguagliato)

### Juniores
- Staffetta 4 x 100: 47"8 ( Pisa, 13 agosto 1969) con Contini, Casali e Bonsangue

### Allieva
- 80 metri: 10"1 ( Genova, 21 settembre 1968)
- 150 metri: 18"7 ( Milano, 29 settembre 1968)

## Progressione

### 60 m indoor
| Stagione | Risultato | Luogo  | Data      |
| -------- | --------- | ------ | --------- |
| 1979     | 7"65      | Genova | 27-1-1979 |
| 1978     | 7"56      | Sofia  | 26-2-1978 |
| 1977     | 7"77      | Milano | 2-2-1977  |
| 1976     | 7"77      | Genova | 24-1-1976 |
| 1975     | 7"6       | Genova | 26-2-1975 |
| 1974     | 7"6       | Sofia  | 16-2-1974 |
| 1973     | 7"5       | Genova | 4-2-1973  |
| 1972     | 7"7       | Genova | 15-3-1972 |
| 1971     | 7"6       | Genova | 24-2-1971 |
| 1970     | 7"8       | Genova | 22-3-1970 |

### 100 m
| Stagione | Misura | Luogo     | Data      | Circostanza agonistica                        |
| -------- | ------ | --------- | --------- | --------------------------------------------- |
| 1981     | 11"8   | Genova    | 11-4-1981 | Campionato Interfacoltà - 1ª                  |
| 1980     | ---    |           |           |                                               |
| 1979     | 11"95  | Roma      | 17-7-1979 | Campionati Italiani Assoluti - 3ª             |
| 1978     | 11"7   | Genova    | 27-5-1978 | Campionato di società - fase regionale - 1ª   |
| 1977     | 11"81  | Firenze   | 1-6-1977  | Meeting Internazionale - 3ª - 1ª batteria     |
| 1976     | 11"6   | Arezzo    | 27-5-1976 | Campionato di Società - Finale nazionale - 2ª |
| 1975     | 11"9   | Bologna   | 19-4-1975 | Meeting Primavera - 1ª - 2ª batteria          |
| 1974     | 11"8   | Pavia     | 9-6-1974  | Meeting Nazionale Coppa Città di Pavia - 1ª   |
| 1973     | 11"7   | Roma      | 11-7-1973 | Campionati Italiani Assoluti - 2ª             |
| 1972     | 11"9   | Viareggio | 30-4-1972 | Campionato Nazionale Universitario - 2ª       |
| 1971     | 11"9   | Rieti     | 28-8-1971 | Meeting Internazionale Città di Rieti - 5ª    |
| 1970     | 11"9   | Siena     | 8-8-1970  | Meeting Internazionale dell'Amicizia - 4ª     |
| 1969     | 11"9   | Milano    | 2-7-1969  | Meeting Internazionale - 5ª                   |

### 200 m
| Stagione | Misura | Luogo    | Data      | Circostanza agonistica                          |
| -------- | ------ | -------- | --------- | ----------------------------------------------- |
| 1981     | 24"92  | Ancona   | 19-7-1981 | Meeting Nazionale - 1ª - 3ª batteria            |
| 1980     | ---    |          |           |                                                 |
| 1979     | 24"8   | Tirrenia | 7-6-1979  | Gara Interregionale - 1ª                        |
| 1978     | 24"23  | Rieti    | 10-9-1978 | Meeting Internazionale 1ª                       |
| 1977     | 24"5   | Catania  | 6-9-1977  | Meeting Internazionale "Sole e Mare" - 4ª       |
| 1976     | 24"7   | Arezzo   | 27-5-1976 | Campionati di Società - Finale Nazionale B - 2ª |
| 1975     | 24"5   | Milano   | 14-6-1975 | Campionati di Società - Finale Nazionale - 5ª   |
| 1974     | 24"5   | Formia   | 24-8-1974 | Meeting Internazionale - 5ª                     |
| 1973     | 24"6   | Biella   | 3-6-1973  | Meeting Internazionale "Memorial Botta " - 3ª   |
| 1972     | 24"8   | Milano   | 21-6-1972 | Notturna Interregionale - 2ª                    |
| 1971     | 24"9   | Rieti    | 28-8-1971 | Meeting Internazionale Città di Rieti - 4ª      |
| 1970     | 25"1   | Sassari  | 26-9-1970 |                                                 |
| 1969     | 25"4   | Milano   | 28-6-1969 |                                                 |

### 400 m
| Stagione | Misura | Luogo   | Data      | Circostanza agonistica                        |
| -------- | ------ | ------- | --------- | --------------------------------------------- |
| 1981     | 55"9   | Genova  | 7-7-1981  | Riunione Regionale - 1ª                       |
| 1980     | ---    |         |           |                                               |
| 1979     | 57"0   | Genova  | 9-6-1979  |                                               |
| 1978     | 55"5   | Imperia | 16-7-1978 | Trofeo Nazionale Maurina - 1ª                 |
| 1977     | 55"0   | Milano  | 5-7-1977  | Notturna Open - 1ª                            |
| 1976     | 56"7   | Genova  | 8-5-1976  | Campionati di Società - Fase Regionale - 1ª   |
| 1975     | 55"3   | Milano  | 2-7-1975  | Meeting Internazionale Città di Milano - 2ª   |
| 1974     | 55"0   | Roma    | 28-6-1974 | Campionato di Società - Finale Nazionale - 2ª |
| 1973     | 58"0   | Rieti   | 16-9-1973 | Meeting Internazionale Città di Rieti - 4ª    |
| 1972     | 56"9   | Milano  | 17-7-1972 | Notturna Open -1ª                             |
| 1971     | 58"9   | Modena  | 3-6-1971  | Riunione Regionale Open - 1ª                  |

## TOP 10

### 100 m  (Tempi manuali   -   Tempi elettrici)
| Stagione | Risultato | Luogo       | Data      |  | Stagione | Risultato | Luogo   | Data      |
| -------- | --------- | ----------- | --------- |  | -------- | --------- | ------- | --------- |
| 1976     | 11"6      | Arezzo      | 27-5-1976 |  | 1977     | 11"81     | Firenze | 1-6-1977  |
| 1973     | 11"7      | Roma        | 11-7-1973 |  | 1977     | 11"82     | Firenze | 1-6-1977  |
| 1976     | 11"7      | Alessandria | 2-5-1976  |  | 1977     | 11"85     | Sofia   | 19-8-1977 |
| 1976     | 11"7      | Torino      | 2-6-1976  |  | 1977     | 11"85     | Sofia   | 20-8-1977 |
| 1978     | 11"7      | Genova      | 27-5-1978 |  | 1977     | 11"86     | Torino  | 20-6-1977 |
| 1973     | 11"7      | Roma        | 10-7-1973 |  | 1976     | 11"87     | Firenze | 28-5-1976 |
| 1973     | 11"8      | Roma        | 10-7-1973 |  | 1977     | 11"91     | Milano  | 3-7-1977  |
| 1974     | 11"8      | Pavia       | 9-6-1974  |  | 1978     | 11"91     | Torino  | 4-6-1978  |
| 1978     | 11"8      | Imperia     | 16-7-1978 |  | 1978     | 11"92     | Firenze | 13-6-1978 |
| 1979     | 11"8      | Sittard     | 1-7-1979  |  | 1978     | 11"92     | Roma    | 22-6-1978 |

Per quanto riguarda i tempi manuali si hanno 12 ulteriori prestazioni sotto i 12" e 10 prestazioni pari a 12".
Per quanto riguarda i tempi elettrici si hanno ulteriori 6 prestazioni sotto o pari a 12" e 8 ulteriori prestazioni sotto o uguali a 12"10.

### 200 m  (Tempi manuali   -   Tempi elettrici)
| Stagione | Risultato | Luogo    | Data      |  | Stagione | Risultato | Luogo   | Data      |
| -------- | --------- | -------- | --------- |  | -------- | --------- | ------- | --------- |
| 1974     | 24"5      | Formia   | 24-8-1974 |  | 1978     | 24"23     | Rieti   | 10-9-1978 |
| 1975     | 24"5      | Milano   | 14-6-1975 |  | 1978     | 24"43     | Palermo | 17-9-1978 |
| 1977     | 24"5      | Catania  | 6-9-1977  |  | 1977     | 24"46     | Milano  | 2-7-1977  |
| 1973     | 24"6      | Biella   | 3-6-1973  |  | 1977     | 24"46     | Roma    | 27-7-1977 |
| 1975     | 24"6      | Siena    | 10-7-1975 |  | 1977     | 24"56     | Torino  | 21-6-1977 |
| 1973     | 24"7      | Rovereto | 12-6-1973 |  | 1977     | 24"62     | Roma    | 27-7-1977 |
| 1974     | 24"7      | Roma     | 29-6-1974 |  | 1977     | 24"70     | Formia  | 15-5-1977 |
| 1974     | 24"7      | Milano   | 2-7-1974  |  | 1976     | 24"87     | Firenze | 28-5-1976 |
| 1976     | 24"7      | Arezzo   | 27-5-1976 |  | 1981     | 24"92     | Ancona  | 19-7-1981 |
| 1978     | 24"7      | Genova   | 17-5-1978 |  | 1978     | 24"93     | Bari    | 14-9-1978 |

Per quanto riguarda i tempi manuali si hanno 15 ulteriori prestazioni sotto o pari a 25"0.

### 400 m  (Tempi manuali   -   Tempi elettrici)
| Stagione | Risultato | Luogo     | Data      |  | Stagione | Risultato | Luogo   | Data      |
| -------- | --------- | --------- | --------- |  | -------- | --------- | ------- | --------- |
| 1974     | 55"0      | Roma      | 28-6-1974 |  | 1974     | 55"96     | Roma    | 31-7-1974 |
| 1977     | 55"0      | Milano    | 5-7-1977  |  | 1977     | 56"12     | Palermo | 11-9-1977 |
| 1975     | 55"3      | Milano    | 2-7-1975  |  | 1978     | 56"22     | Roma    | 27-6-1978 |
| 1978     | 55"5      | Imperia   | 16-7-1978 |  | 1975     | 56"28     | Roma    | 18-9-1975 |
| 1975     | 55"7      | Firenze   | 22-7_1975 |  | 1981     | 56"28     | Torino  | 15-6-1981 |
| 1975     | 55"9      | Firenze   | 23-7-1975 |  | 1974     | 56"33     | Roma    | 1-8-1974  |
| 1981     | 55"9      | Genova    | 7-7-1981  |  | 1981     | 56"36     | Torino  | 14-6-1981 |
| 1975     | 55"9      | Viareggio | 6-8-1975  |  | 1981     | 56"95     | Bolzano | 17-5-1981 |
| 1975     | 56"0      | Milano    | 13-6-1975 |  | 1981     | 57"05     | Formia  | 29-6-1981 |
| 1974     | 56"2      | Genova    | 25-5-1974 |  |          |           |         |           |

Per quanto riguarda i tempi manuali si hanno 8 ulteriori prestazioni sotto a 57".

## Palmarès
| Anno | Manifestazione | Sede              | Evento  | Risultato  | Prestazione | Note                    |
| ---- | -------------- | ----------------- | ------- | ---------- | ----------- | ----------------------- |
| 1973 | Universiadi    | Mosca             | 100 m   | batteria   | 12"3        |                         |
| 1973 | Universiadi    | Mosca             | 4 x 100 | 7º         | 45"2        |                         |
| 1975 | Universiadi    | Roma              | 400 m   | batteria   | 56"28       |                         |
| 1975 | Coppa Europa   | Lüdenscheid       | 4 x 400 | 5º         | 3'39"5      | Semifinale Coppa Europa |
| 1977 | Universiadi    | Sofia             | 100 m   | semifinale | 11"85       |                         |
| 1977 | Universiadi    | Sofia             | 4 x 100 | 5º         | 45"34       |                         |
| 1977 | Coppa Europa   | Bucarest          | 4 x 100 | 3º         | 45"70       | Semifinale Coppa Europa |
| 1977 | Coppa Europa   | Bucarest          | 4 x 400 | 5º         | 3'43"89     | Semifinale Coppa Europa |
| 1977 | Coppa Europa   | Třinec            | 4 x 100 | 3º         | 44"83       | Finale B Coppa Europa   |
| 1977 | Coppa Europa   | Třinec            | 4 x 400 | 6º         | 3'39"8      | Finale B Coppa Europa   |
| 1978 | Europei        | Praga             | 4 x 100 | batteria   | 44"95       |                         |
| 1979 | Universiadi    | Città del Messico | 4 x 100 | 5º         | 44"32       | Record nazionale        |
| 1979 | Coppa Europa   | Sittard           | 100 m   | 7º         | 11"8        | Semifinale Coppa Europa |

## Campionati nazionali
- 1 volta campione nazionale allieve nei 150 m (1968)
- 3 volte campione nazionale juniores nei 200 m (1968) e nei 100 m (1970 e 1971)
- 6 volte sul podio nei Campionati Italiani Assoluti (5 volte per i 100 m nel 1970, 1973, 1977, 1978, 1979; 1 volta per i 400 m nel 1975)

1968
- Oro ai Campionati italiani allievi 150 m - 18"8
- Oro ai Campionati italiani juniores 200 m - 26"0

1970
- Bronzo ai Campionati italiani assoluti 100 m
- Oro ai Campionati italiani juniores 100 m - 12"0

1971
- Oro ai Campionati italiani juniores 100 m - 12"1

1973
- Argento ai Campionati italiani assoluti 100 m - 11"7

1975
- Bronzo ai Campionati italiani assoluti 400 m - 55"9

1977
- Bronzo ai Campionati italiani assoluti 100 m - 12"0

1978
- Bronzo ai Campionati italiani assoluti 100 m - 11"92

1979
- Bronzo ai Campionati italiani assoluti 100 m - 11"95